# Дополнительные парламентские выборы в Азербайджане (2004)
Дополнительные парламентские выборы в Азербайджане (2004) — выборы, состоявшиеся в октябре 2004 года в Азербайджанской Республике, для заполнения вакантных мест.
Член партии "Новый Азербайджан" Самур Новрузов, избранный по 24-му Наримановскому избирательному округу Милли Меджлиса Азербайджанской Республики второго созыва, сформированного после парламентских выборов 2000 года и повторных парламентских выборов 2001 г, скончался 24 сентября 2001 года. Также, Али Аббасов, избранный по Сабаильскому избирательному округу № 28, был освобожден от должности ректора Азербайджанского государственного экономического университета указом № 95 Президента Азербайджанской Республики Ильхама Алиева от 20 февраля 2004 года и назначен министром связи и информационных технологий Азербайджанской Республики другим указом № 96 от 20 февраля 2004 года. По этой причине полномочия Али Аббасова как депутата были прекращены в соответствии с решением № 3/30, принятым на заседании Центральной Избирательной Комиссии Азербайджанской Республики 20 апреля 2004 года. В то же время по результатам Конституционного референдума 2002 года были упразднены пропорциональная избирательная система и многомандатные избирательные округа, вместо них было создано 125 одномандатных избирательных округов. В связи с этим Сабаильский избирательный округ № 28 был упразднен и на его месте образован Сабаильский избирательный округ № 29. Кроме того, Шадман Гусейн, независимый депутат, избранный от Ханлар-Дашкесанского избирательного округа № 91 на дополнительных выборах, состоявшихся 5 марта 2003 года, скончался от сердечного приступа 5 августа 2003 года. После этого вновь созданный Ханлар-Дашкесанский избирательный округ № 101 остался вакантным, заменив Ханлар-Дашкесанский избирательный округ № 91. На вакантные места в трех упомянутых округах были назначены дополнительные выборы.

## Ситуация в партиях
Гейдар Алиев, первый председатель и основатель партии «Новый Азербайджан», скончался 12 декабря 2003 года в Кливленде, штат Огайо, США, в клинике Кливленда, где он проходил лечение. По этой причине председательство в партии временно было возложено на первого заместителя председателя партии, новоизбранного президента Ильхама Алиева. Эти выборы являются первыми выборами, в которых партия «Новый Азербайджан» принимает участие под руководством Ильхама Алиева.

## Кандидаты
На вакантные места депутатов  Самур Новрузова, Али Аббасова и Шадман Гусейна 19 октября 2004 года были назначены дополнительные выборы.
В выборах приняли участие члены Либерально-демократической партии Азербайджана и партии «Новый Азербайджан».
По 24-му Низаминскому первому избирательному округу выдвинули свои кандидатуры семь кандидатов - председатель Конфедерации профсоюзов Азербайджана Эльдар Гулиев, Али Джафаров, Алиакпер Гулиев, Азиз Абдулазиз, председатель Либерально-демократической партии Азербайджана Фуад Алиев, Ильгар Мамедов и  Рашад Рзагулиев.
По Сабаильскому избирательному округу № 29 свои кандидатуры выдвинули три кандидата - член партии «Новый Азербайджан» Афет Аждар Ханбабаева, Эльшан Мусаев и Ахмед Гасанов.
По Ханлар-Дашкесанскому избирательному округу № 101 выдвинули свою кандидатуру четыре кандидата - Эльхан Гамбаров, Ровшан Рзаев, Вахид Гаджиев и Ю. Абдулазимов.

## Результаты выборов
Распределение мандатов по политическим партиям
 Новый Азербайджан (33,4 %) Беспартийный (66,6 %)
Центральная избирательная комиссия Азербайджанской Республики 9 ноября 2004 года представила в Конституционный суд Азербайджанской Республики протоколы окружных избирательных комиссий об итогах голосования на дополнительных выборах в Милли Меджлис Азербайджанской Республики, проведенных по Низаминскому Первому, Сабаильскому и Ханлар-Дашкесанскому избирательным округам № 24, вместе с приложенными к ним в установленном законом порядке документами. Конституционный Суд Азербайджанской Республики, рассмотрев постановления и протоколы, 16 ноября 2004 года утвердил результаты выборов. По результатам выборов депутатами были избраны независимый кандидат Эльдар Гулиев от Низаминского первого избирательного округа № 24, член партии «Новый Азербайджан» Афет Ханбабаева от Сабаильского избирательного округа № 29 и независимый кандидат Ровшан Рзаев от Ханлар-Дашкесанского избирательного округа № 101.

### Общее состояние
|                         | 1-й Наримановский № 24 | Сабаильский № 29 | Ханлар-Дашкесанский № 101 | Всего   |
| Номер участка           | 31                     | 31               | 78                        | 140     |
| Численность избирателей | 37 595                 | 42 003           | 39 448                    | 119 046 |
| Голоса                  | 21 725                 | 15 833           | 22 623                    | 60 181  |
| Активность избирателей  | 57.78%                 | 37.6%            | 57.3%                     | 50.55%  |
| Число депутатов         | 1                      | 1                | 1                         | 3       |

### По округам

#### 1-й Низаминский № 24
| Партия                                         | Кандидат                            | Собранные голоса | Процент голосов (%) |
| ---------------------------------------------- | ----------------------------------- | ---------------- | ------------------- |
| Беспартийный                                   | Эльдар Гулиев                       | 15 524           | 73.11               |
|                                                | Али Джафаров                        | 1 138            | 5.36                |
|                                                | Алекпер Кулиев                      | 1 355            | 6.38                |
|                                                | Азиз Абдулазиз                      | 1 025            | 4.83                |
| Либерально-демократическая партия Азербайджана | Фуад Алиев                          | 602              | 2.84                |
|                                                | Ильгар Мамедов                      | 757              | 3.57                |
|                                                | Рашад Рзагулиев                     | 823              | 3.92                |
| Количество действительных голосов              | Количество действительных голосов   | 21 233           |                     |
| Количество недействительных голосов            | Количество недействительных голосов | 492              |                     |

#### Сабаилский № 29
| Партия                              | Кандидат                            | Собранные голоса | Процент голосов (%) |
| ----------------------------------- | ----------------------------------- | ---------------- | ------------------- |
| Новый Азербайджан                   | Афет Ханбабаева                     | 13 173           | 84.17%              |
|                                     | Эльшан Мусаев                       | 1 090            | 6.96                |
|                                     | Ахмед Гасанов                       | 1 388            | 8.87                |
| Количество действительных голосов   | Количество действительных голосов   | 15 651           |                     |
| Количество недействительных голосов | Количество недействительных голосов | 1 135            |                     |

#### Ханлар-Дашкесанский № 101
| Партия                              | Катдидат                            | Собранные голоса | Процент голосов (%) |
| ----------------------------------- | ----------------------------------- | ---------------- | ------------------- |
|                                     | Эльхан Гамбаров                     | 2 205            | 10.02               |
| Беспартийный                        | Ровшан Рзаев                        | 17 747           | 80.62               |
|                                     | Вахид Гаджиев                       | 689              | 3.13                |
| Новый Азербайджан                   | Ю. Абдулазимов                      | 1 373            | 6.24                |
| Количество действительных голосов   | Количество действительных голосов   | 22 014           |                     |
| Количество недействительных голосов | Количество недействительных голосов | 609              |                     |